# Fusil antichar

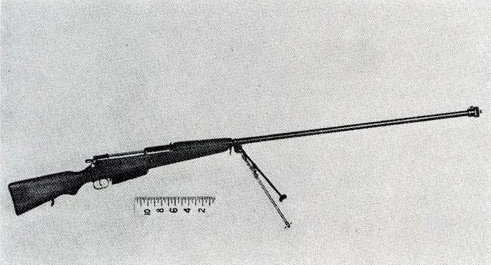
Fusil anti-char polonais Kb ppanc wz.35 de utilisé pendant l'invasion de la Pologne (septembre 1939).

Le fusil antichar est une arme à feu, tirant au coup par coup, assez légère pour être portée par un seul soldat, et conçue pour détruire des véhicules blindés. La haute vélocité de la balle à la sortie du canon lui permet de percer le blindage de chars légers ou d'automitrailleuses.

## Historique

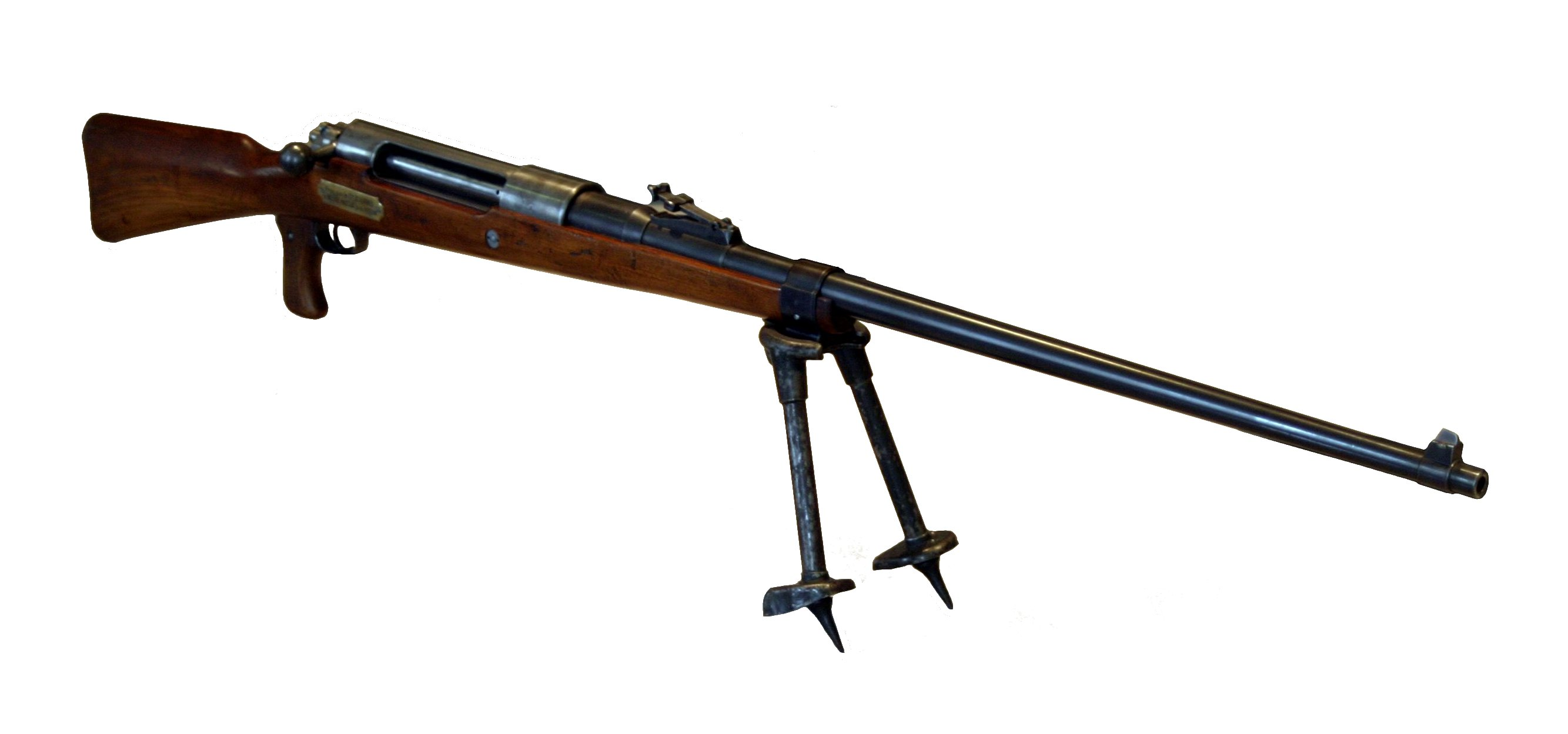
Fusil antichar allemand Tankgewehr de calibre.

Pendant la Première Guerre mondiale, l'Allemagne est la première nation à subir l'apparition massive des chars d'assaut. Afin de contrer cette menace, elle cherche tout d'abord à créer un type de cartouche adapté pour son fusil standard mais le résultat est clairement insuffisant. Les ingénieurs créent donc en 1918 un fusil destiné à cet emploi.
Ce type d'arme se multiplie pendant l'Entre-deux-guerres et sera largement employé au début de la Seconde Guerre mondiale mais les blindages, de plus en plus épais, la rendent de moins en moins efficace. L'introduction, au milieu de la guerre, des lance-roquettes antichars rend les fusils antichars obsolètes mais ils restent cependant utilisés par certaines nations, faute de mieux, notamment par les forces nord-coréennes et chinoises lors de la guerre de Corée.
Depuis les années 1980, des fusils de précision de grande puissance (tel le Barrett M82) faisant penser aux fusils antichars font une apparition dans les arsenaux militaires mais ils sont surtout destinés à détruire des cibles peu ou pas blindées à longue distance.

## Types de fusils antichars
On peut considérer qu'il existe deux types de fusils antichars :
- les fusils de calibre 7,92 mm à 14,5 mm pour un poids de 10  à   20 kg, transportables par un homme ;
- les fusils de calibre 20 mm, pour un poids de 45 kg à 70 kg, qui ne sont pas transportables par un homme seul.

## Fabricants

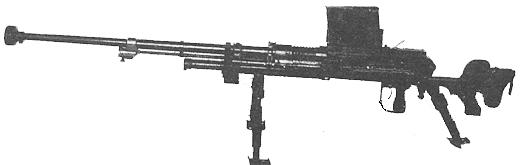
Fusil antichar japonais Type 97 de calibre 20 mm.

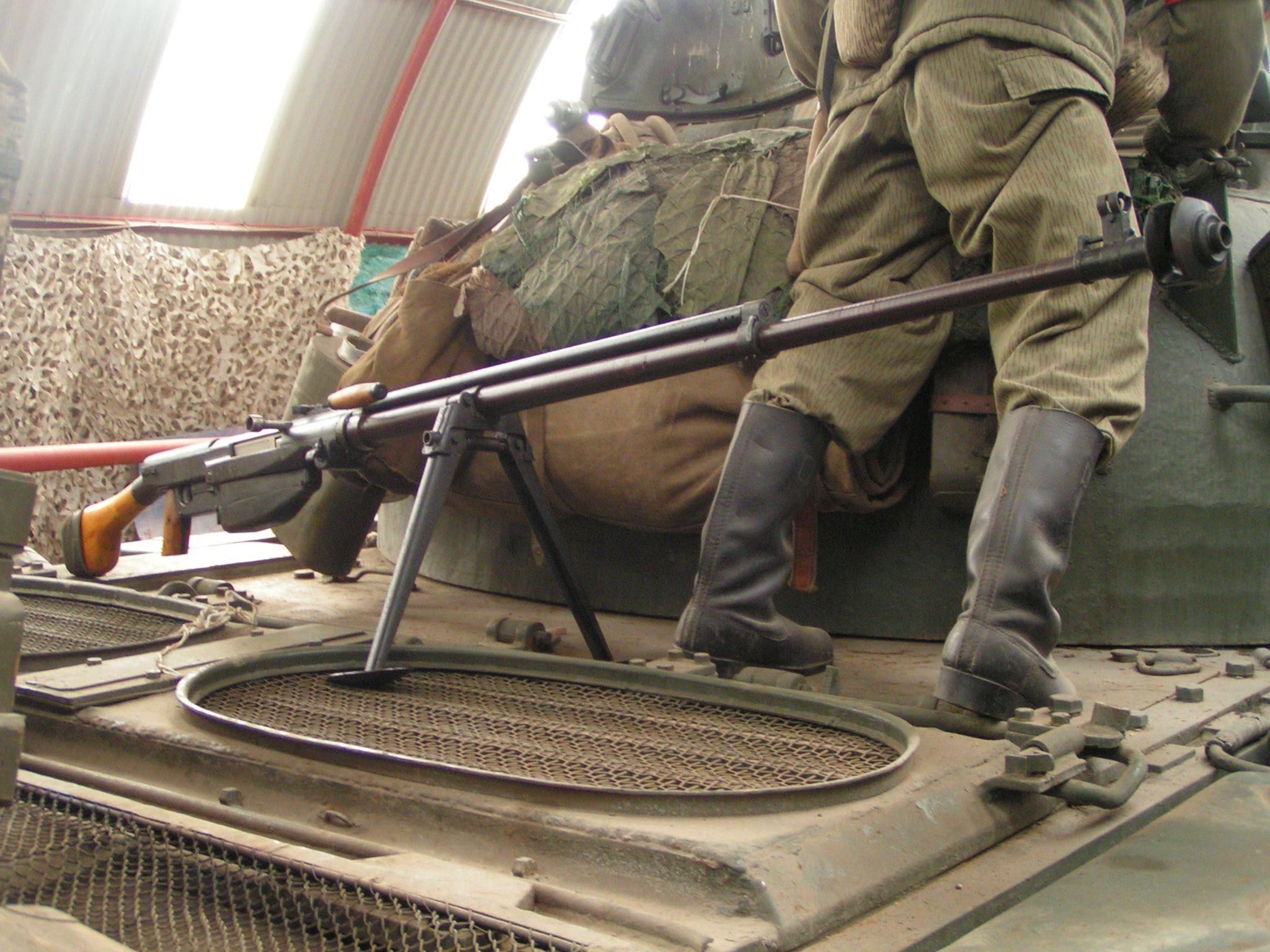
Fusil antichar soviétique PTRS-41 de calibre.

Les pays suivants ont fabriqué ou fabriquent des fusils antichars :

### Afrique du Sud
Il s'agit du NTW 20 : 20 mm pour 26 kg. Il est fourni avec un deuxième canon et une culasse pour un calibre de 14,5 mm.

### Allemagne
Ils sont de 3 types :
le Mauser Gewehr 98 avec la cartouche Patrone SmK (7,92 × 57 mm Mauser). La version antichar de 1917 est de 7,92 × 57 mm classique ;
le Mauser Tankgewehr M1918 de calibre 13,2 mm pour un poids de l'arme de 18,5 kg ;
Le Panzerbüchse 38/39 de calibre 7,92 mm pour un poids de l'arme de 11,6  à   15,9 kg selon les versions.

### Finlande
Il s'agit du Lahti L-39 d'un calibre de 20 mm pour un poids de l'arme de 49,5 kg.

### Japon
Il est produit le fusil antichar Type 97 de 20 mm pour un poids de l'arme variant de 50  à   67,5 kg avec bouclier.

### Pologne
Cette arme est le fusil antichar wz.35 : 7,92 mm pour 9,5 kg.

### Royaume-Uni
Il s'agit du fusil antichar Boys de calibre 13,9 mm pour un poids total de 16,3 kg.

### Suisse
Il est question des :
Solothurn M SS 41 ;
Solothurn S-18 (série) : 20 mm pour 45  à   53,5 kg selon les versions (Solothurn S-18/100 (en), Solothurn S-18/1000 (en), Solothurn S-18/1100 (en)) ;
Fusil antichar lourd Oerlikon (de) : 20 mm pour 33 kg.

### Union soviétique
Alors que les autres belligérants de la Seconde Guerre mondiale remplacent leurs fusils antichars par des engins explosifs, grenades à fusil, lance-grenades (PIAT, Panzerfaust) ou lance-roquettes (Bazooka, Panzerschreck), l'Armée soviétique conserve en dotation ses fusils antichars jusqu'en 1945. Puissants, ils demeurent en effet efficaces contre les flancs des chars moyens (Panzer IV), les blindés légers, voire pour percer des murs de briques dans le cadre du combat urbain. Ce sont les fusils suivants :
- PTRS-41 de calibre 14,5 × 114 mm pour 20,3 kg ;
- PTRD-41 de calibre 14,5 mm pour 17,3 kg. Son usage a été signalé en Ukraine en 2015[réf. nécessaire].